# Dolenjske Toplice

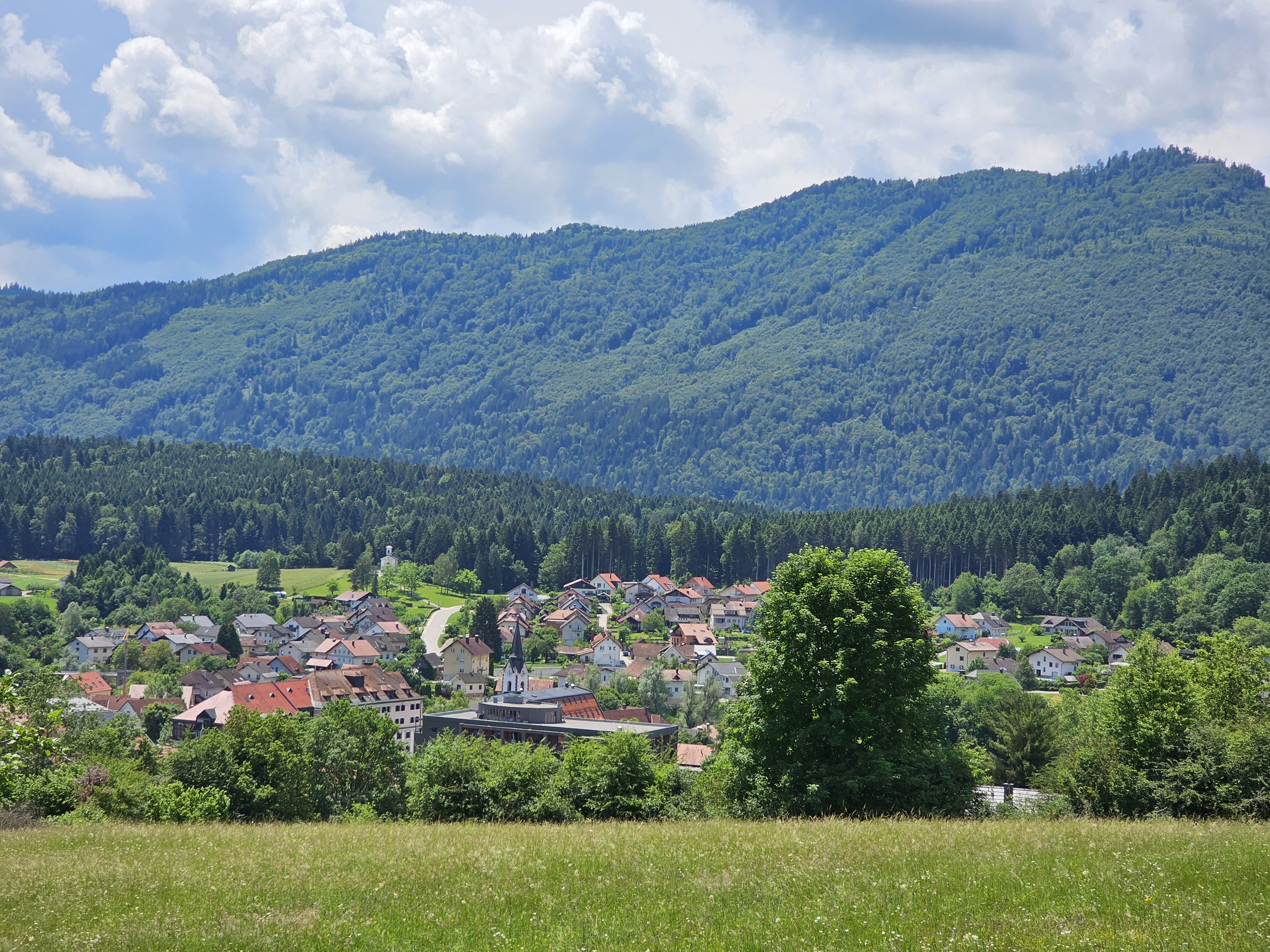
Dolenjske Toplice, Zentrum von Osten

Dolenjske Toplice (deutsch Töplitz in Unterkrain) ist der  Hauptort der Gemeinde Dolenjske Toplice in Südost-Slowenien in der Region Dolenjska (Unterkrain). Die Gesamtgemeinde hat etwa 3.600 Einwohner, der Hauptort allein ca. 900. Er ist als Kurort für sein Thermalbad bekannt.

## Lage
Die aus 29 Ortsteilen bestehende Gesamtgemeinde liegt westlich von Novo mesto unterhalb der Ostflanke des Höhenzugs Kočevski Rog (Hornwald) und südlich des Flusses Krka (Krainer Gurk).

## Geschichte
Töplitz in Unterkrain wurde erstmalig im 13. Jahrhundert in schriftlichen Quellen erwähnt. Das Heilbad wurde im 17. Jahrhundert von den Grafen von Auersperg begründet und zählt damit zu den ältesten Kurorten Europas.

## Sehenswürdigkeiten und Aktivitäten
- Gemeindezentrum mit Pfarrkirche St. Anna, einer spätgotischen einschiffigen Kirche vom Ende des 15. Jahrhunderts mit Glockenturm im Norden, 1656 barockisiert.[4][7]
- Therme Dolenskje Toplice[8][4]
- Archäologischer Weg Cvinger
- Fliegenfischen an der Radeščica
- Wanderungen rund um Dolenjske Toplice[9]

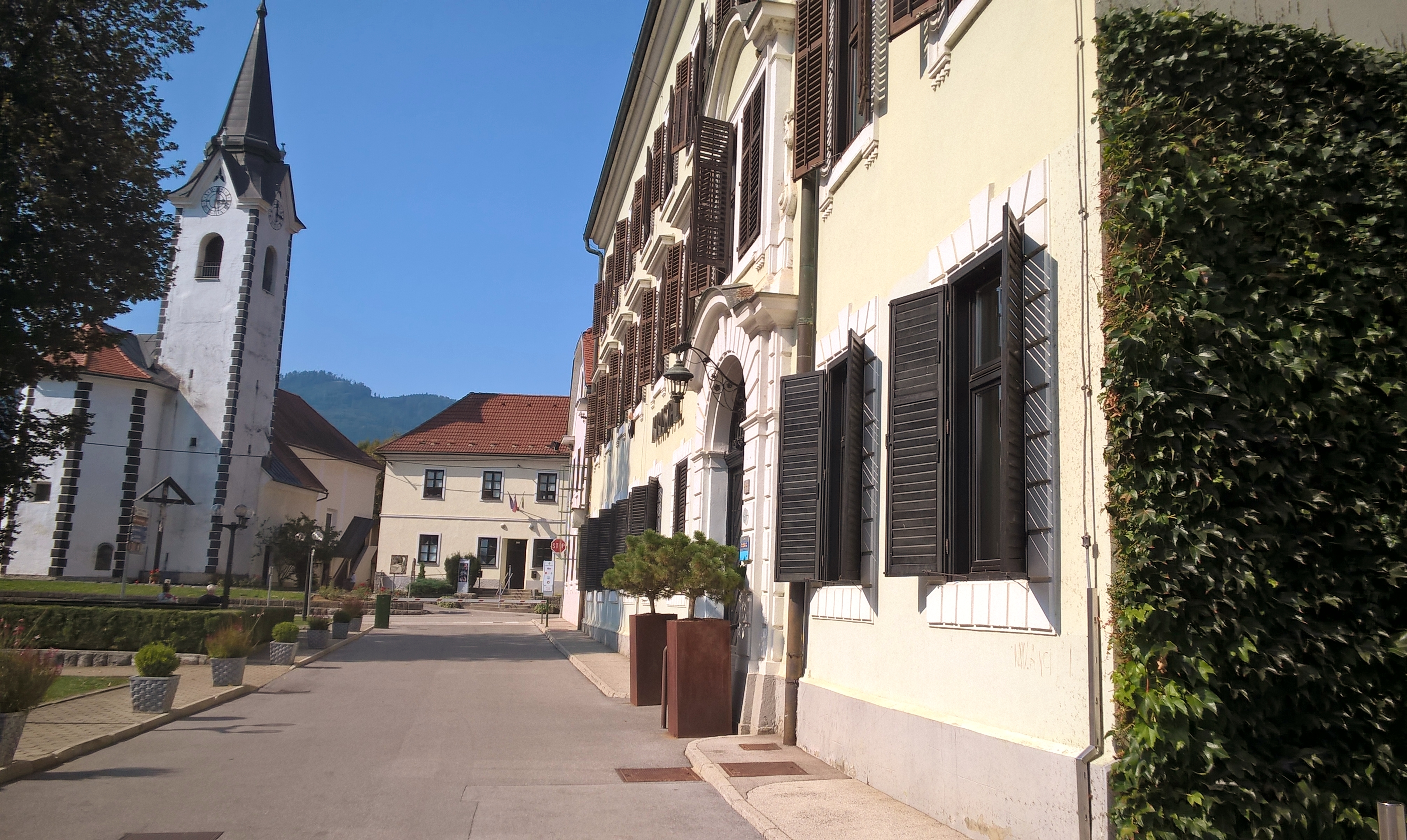
St. Anna-Kirche am Kurplatz
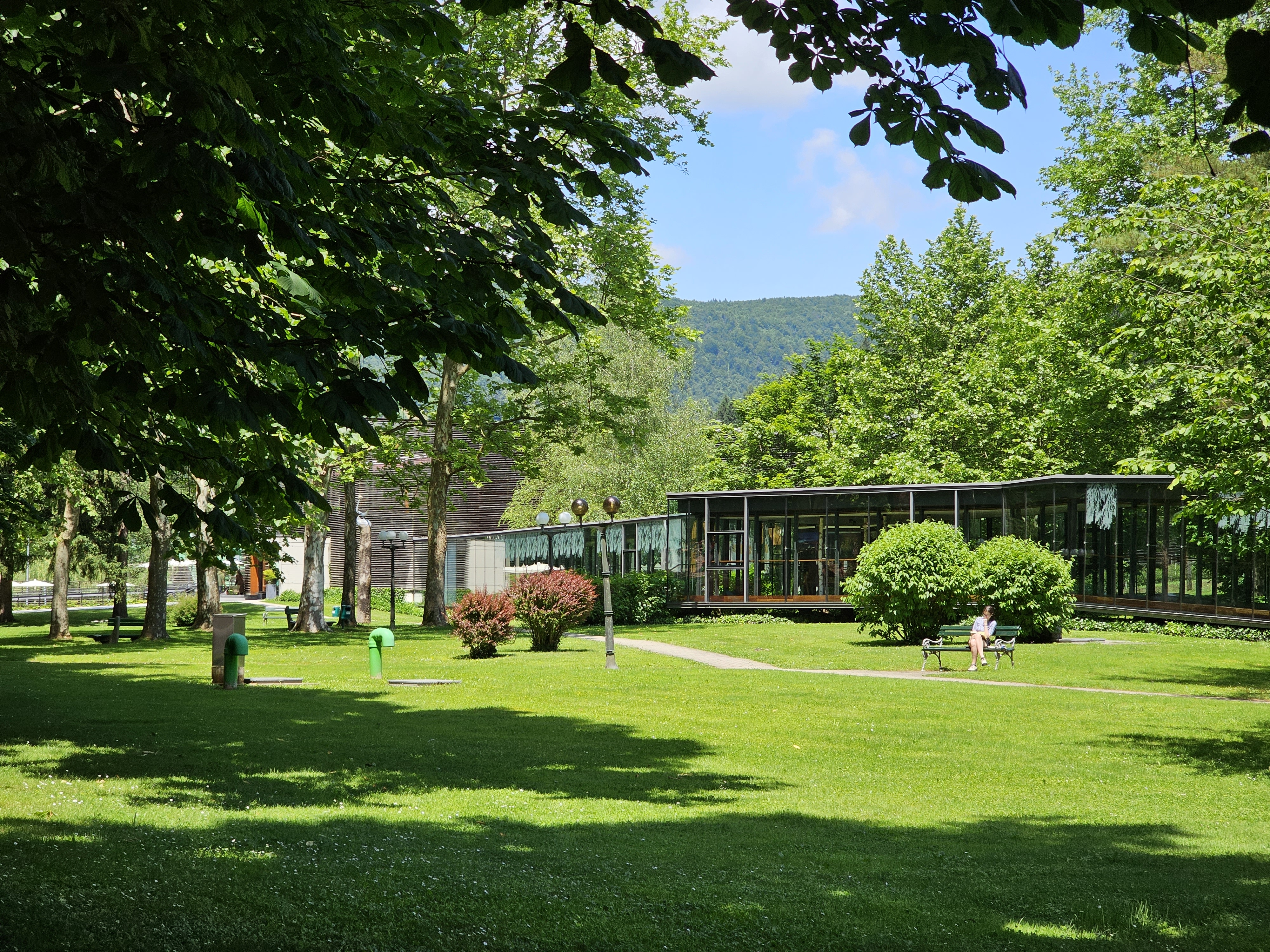
Im Kurpark
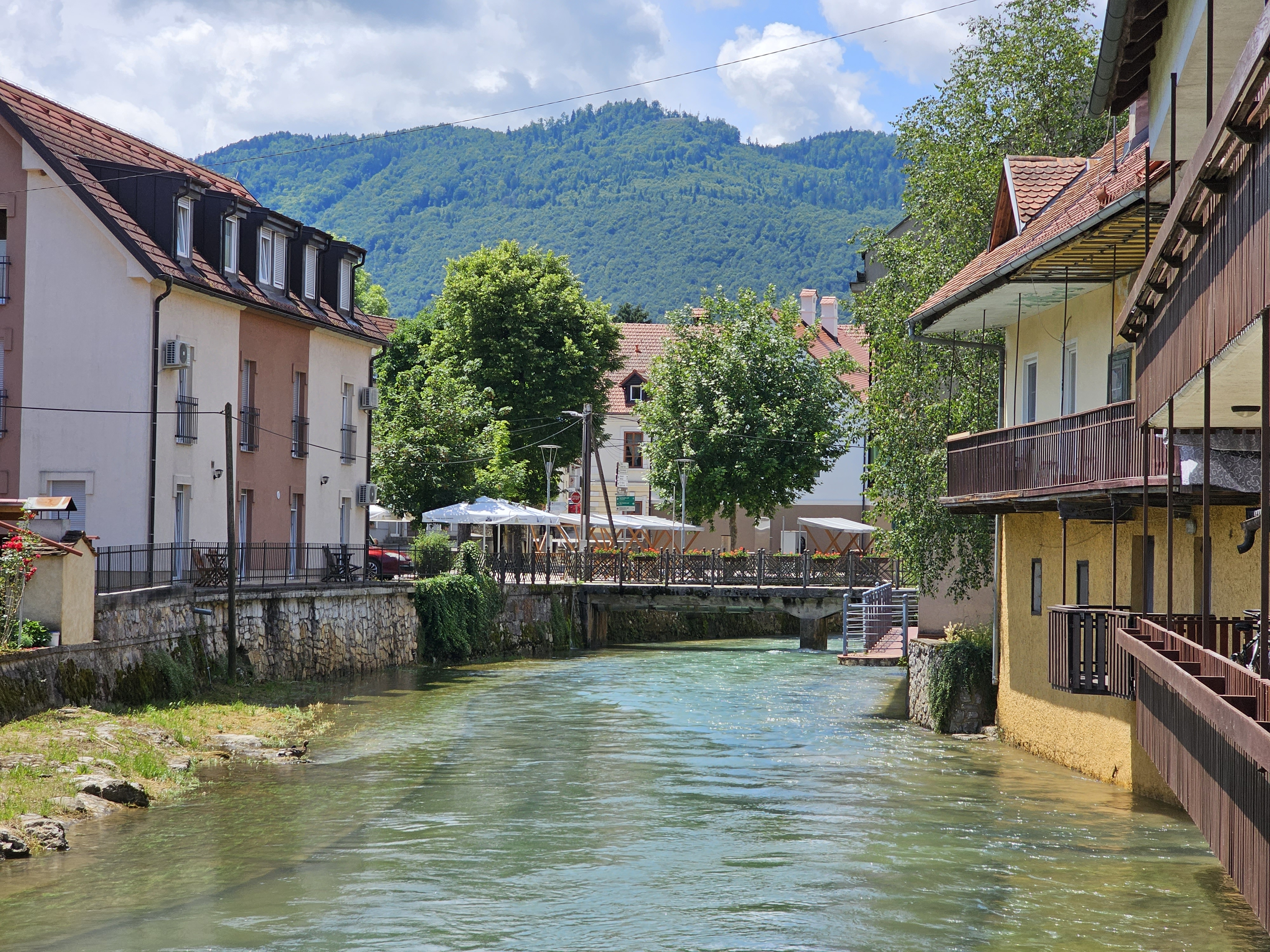
Sušica-Bach im Ortszentrum
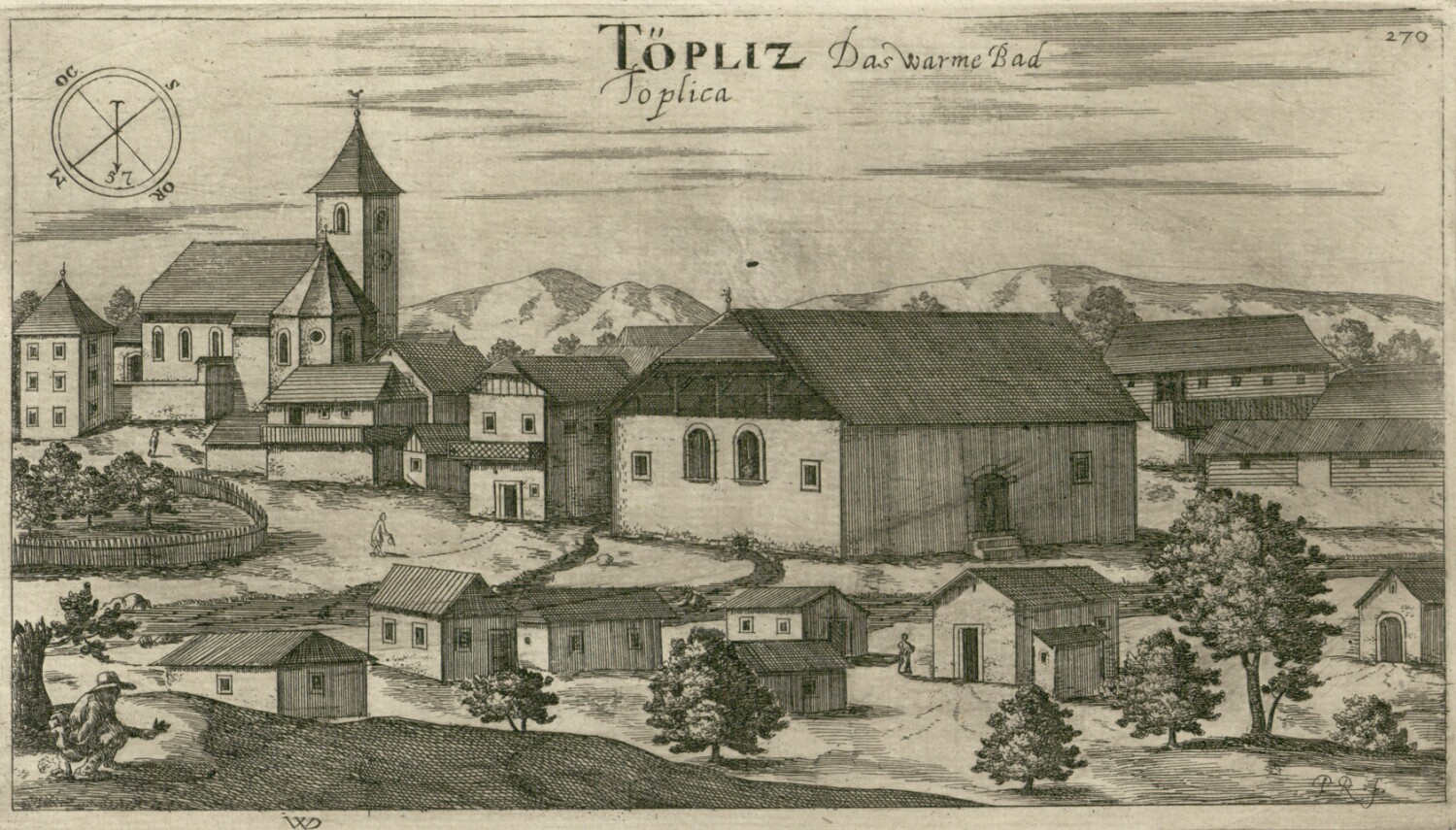
Töplitz 1679 (Johann Weichard von Valvasor)